# Herb Czemiernik
Herb Czemiernik – jeden z symboli miasta i gminy Czemierniki, ustanowiony 7 sierpnia 1997.

## Wygląd i symbolika
Herb przedstawia na tarczy w polu błękitnym en face postać Najświętszej Marii Panny w złotej koronie, zielonej szacie i białym płaszczu. Maria ma ręce złożone na wysokości pasa i stoi na złotym półksiężycu.

## Historia
Pierwszy herb Czemierniki otrzymały w 1509 roku wraz z przeniesieniem na prawo magdeburskie. Zawierał on  w polu tarczy na postumencie dwa liście, z owocem ciemierzycy (czemierzycy - nieuprawnej rośliny o właściwościach leczniczych; wśród jej walorów wymieniano możliwości leczenia trądu) pomiędzy, z zaćwieczonym na niej krzyżykiem łacińskim. W 1665 zastapiono go herbem z wizerunkiem Matki Boskiej na półksiężycu oraz tarczą z herbem Junosza nowych właścicieli wsi Humieckich, a więc zbliżonym do obecnego.